# 資財帳

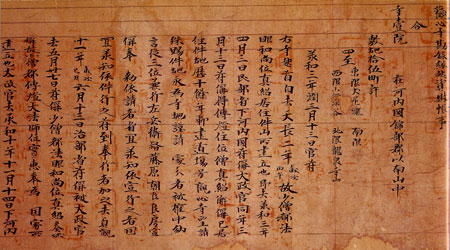
観心寺縁起資財帳
平安時代の原本（国宝）

『資財帳』（しざいちょう）とは、奈良時代から平安時代にかけて朝廷が主な寺院に調査・作成させた財産の目録。特に寺院縁起も記した資財帳は『伽藍縁起并流記資財帳』（がらんえんぎならびにるきしざいちょう）と称される。
その内容は、寺院の堂塔の数・規模・建築様式に始まり、仏像・仏具・経典・雑具などは寸法・員数・保有する経緯に至るまで記され、保有する寺領・奴碑や所属する住僧の人数まで詳細に記されており、古代寺院の様子や日本での仏教受容を知るうえで重要な基礎史料となっている。資財帳の多くは原本が現存せず、20通前後が写本・逸文として伝わっている。

## 沿革
飛鳥時代に仏教が伝来して寺院が建てられると、有力氏族らが田畑を寄進して財産を保有するようになる。『日本書紀』や『続日本紀』によると、当初の財産調査は役人によって行われ、『田記』と呼ばれる目録が作成・保管されていた。それでも寺院の荒廃あるいは尼僧・檀越による不正により、寺院の財産が不法に売却・散逸することが相次いだため、霊亀2年（716年）に元明天皇が国師衆僧や国司檀越による財産の調査・検挍とそれを纏めた目録『資材帳』の提出を命じた。
当初の資材帳は現存せずどのような書式であったかは明らかではないが、寺院縁起は推古32年（624年）から作成されていることから当初は別々に作成されていたと考えられるが、後の天平15年（743年）に作成された『河内国西琳寺縁起』には縁起と資財の両方が記述されていることから、この頃までに両書が纏められるようになったと考えられる。
天平19年（747年）には、縁起・目録を纏めた『伽藍縁起幷流記資材帳』（通称『天平十九年帳』）という形式で作成される。このうちの一つ『大安寺伽藍縁起并流記資財帳』がつたえる製作経緯によれば、左大臣橘諸兄の勅宣により天平18年10月14日に僧綱所が牒を発し、対象となった寺院が翌年2月11日付けで僧綱所に提出。僧綱所はさらに行信らの連判を加えて、天平20年6月17日付で各寺院に下して保存を命じている。『天平十九年帳』は、大安寺のほか、法隆寺・元興寺・薬師寺・興福寺のものが伝わり、また弘福寺でも作成された記録が残っていることから、いわゆる官寺を対象として製作されたと考えられる。また、弘福寺の資財帳は田畑の記載に不備があったため追加の提出を求められた記録があり、朝廷は内容を厳しく吟味していたと考えられる。なお、「流記」については、「後世に伝える記録」を意味するという説もあるが、資財帳には資財の流動経緯についての注記が散見されるため、「資財を保有するに至った経緯」を意味するとする説もある。
制度が創設された当初、どの程度の頻度で資財帳の作成が行われたのかは明らかではないが、平安時代初頭には定額寺では毎年作成されていたと考えられる。延暦15年（796年）には、国司・三綱・檀越が共同で検挍を行うように定め、延暦17年（798年）には毎年行われていた定額寺資財帳は停止し、これ以降は国司が交代する際に相続検挍を行い製作されるように改められた。しかしこの制度には様々な不都合が生じたため、天長2年（825年）には国司交替に合わせて6年に1度の提出と国司・講師・三綱による共同検挍による製作に戻される。
さらに貞観10年（868年）には4年毎の製作となったが、この頃には私的に制作された資財帳に官印を捺す例もみられるようになるなど制度自体が形骸化し、平安時代後期には製作されなくなった。

## 主な資財帳

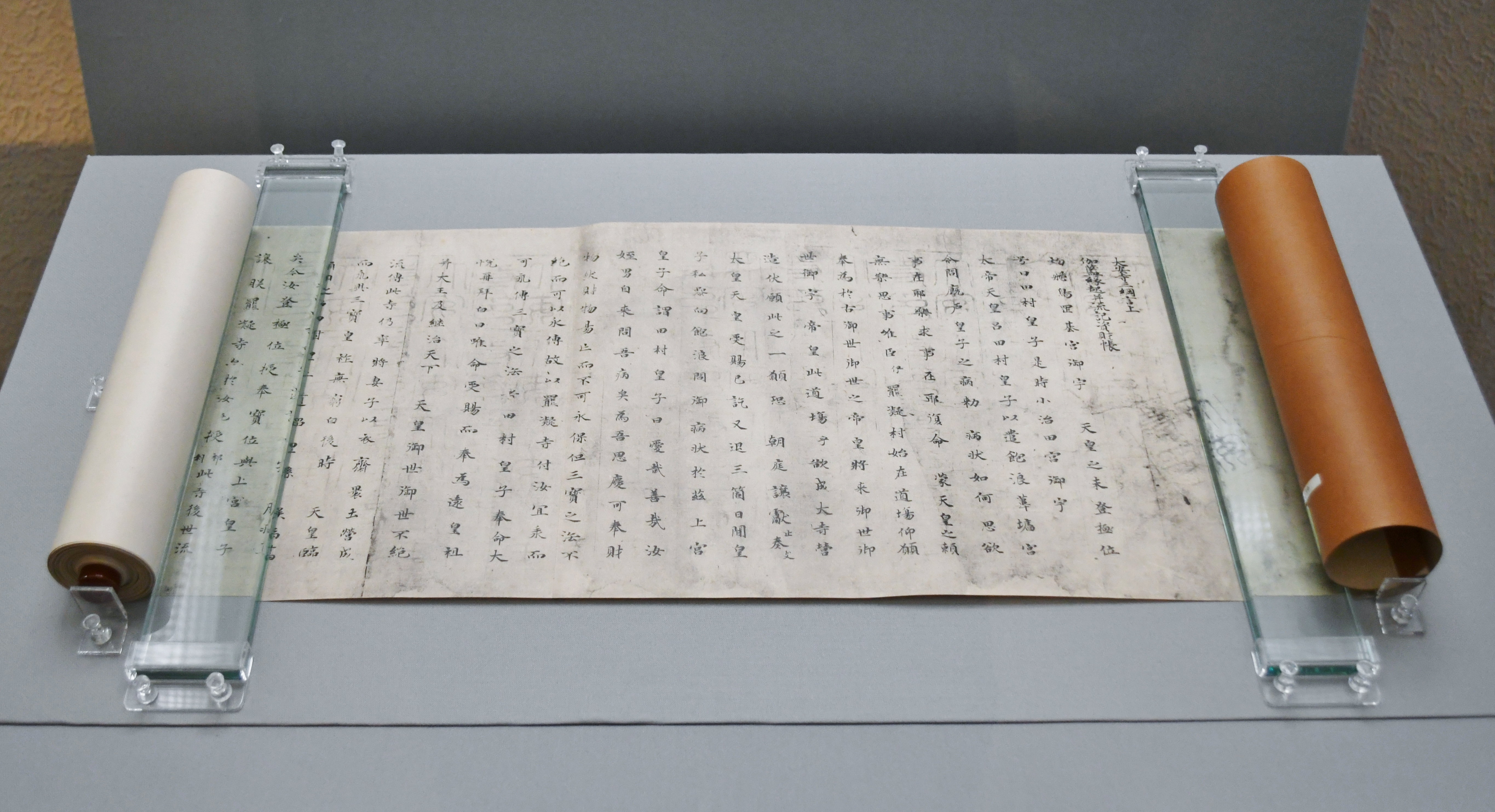
大安寺伽藍縁起并流記資財帳（複製）

元興寺伽藍縁起幷流記資財帳
天平19年作成。原本は散逸しており、醍醐本『諸寺縁起集』に一部が収録されている。醍醐本『諸寺縁起集』は重要文化財。
大安寺伽藍縁起幷流記資財帳
天平19年作成。作成当時の副本、または体裁まで含めて正確に写した写本とされるものが伝わる。当時の公文書としても貴重。重要文化財。
法隆寺伽藍縁起并流記資財帳
天平19年作成。寛政7年（1795年）に作成された写本が伝わる。
法隆寺東院縁起資財帳
天平宝字5年（761年）作成。保安2年（1121年）に発見され、元文元年（1736年）に良訓が書写した写本が伝わるが、冒頭の縁起は欠いている。
阿弥陀悔過料資財帳
東大寺阿弥陀院における悔過用の資財目録。神護景雲元年（767年）作成。重要文化財。
西大寺資財流記帳
宝亀11年（780年）作成。室町時代の写本が伝わる。
安祥寺資財帳
貞観9年（867年）作成。保延2年（1136年）の写本が伝わる。重要文化財。
観世音寺資財帳
延喜5年（905年）作成。重要文化財。